# Vegecio
Flavio Vegecio Renato  fue un escritor del Imperio romano del siglo IV. Nada se sabe de su vida excepto lo que él mismo dice en sus obras. Vegecio no se identifica como militar, sino como vir illustris et comes («hombre ilustre y conde») términos que, en el latín de la época, le señalan como un personaje cercano al emperador. El nombre «Renato» sugiere que abrazó el cristianismo en la edad adulta.

## Datos biográficos

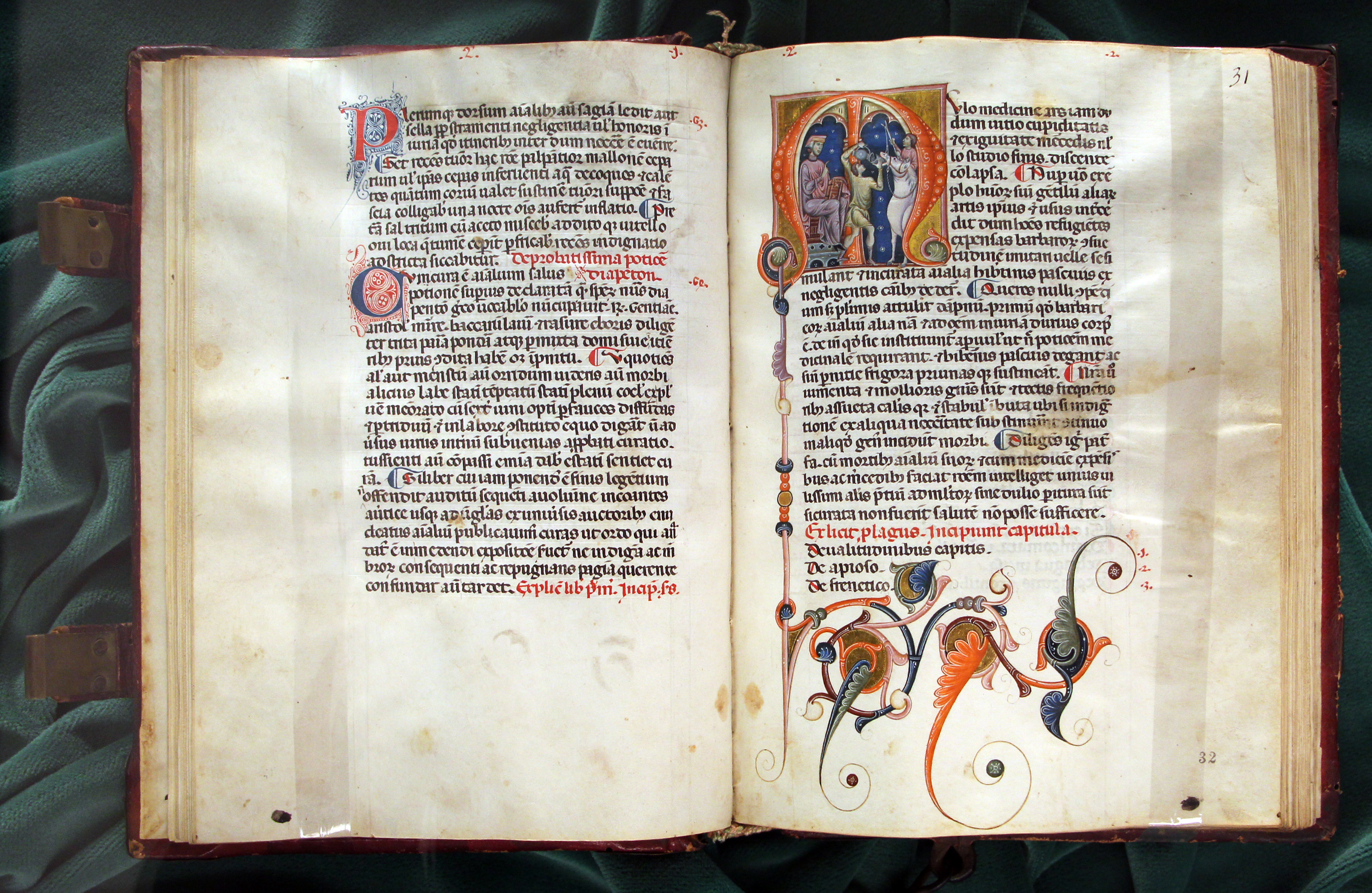
Mulomedicina (ca. 1250–1375. Biblioteca Medicea Laurenziana, pluteo 45.19)

No se conocen sus fechas de nacimiento y muerte. Sin embargo, en su propia obra hay varias referencias que sirven para situarla aproximadamente: en su Epitoma rei militaris alude al emperador Graciano como deificado, lo que sitúa la obra después de la muerte de este en el año 383; una anotación de Flavio Eutropio, un escriba de Constantinopla, sobre uno de sus manuscritos ya publicados, data del año 450. Vegecio dedicó sus obras al emperador reinante en la época, pero no indica quién era; unos estudiosos sugieren que Teodosio I, la hipótesis más probable, y otros que Valentiniano III.
Se conocen dos obras suyas: Epitoma rei militaris, también conocido como De re militari, y la menos conocida Digesta Artis Mulomedicinae un tratado de veterinaria sobre las enfermedades de caballos y mulas. Fue la primera de ellas, Epitoma rei militaris (Compendio de técnica militar) la que le dio más fama. 

## Epitoma rei militaris
Es un tratado en el que se describen los usos militares del ejército romano en la Antigüedad. Cita del propio Vegecio en el prefacio:

El libro primero enseña a fondo sobre la elección de los más jóvenes, de qué lugares o cuáles han de ser aceptados como soldados, o con qué ejercicios de armas han de ser instruidos. El libro segundo contiene la costumbre de la antigua milicia en la que puede formarse al ejército de infantería. El libro tercero expone todas las clases de artes que parecen necesarias para el combate en tierra. El libro cuarto enumera todas las máquinas con las que se atacan o se defienden las ciudades; también añade los preceptos de la guerra naval.

En la propia obra afirma el autor que escribió primero el Libro I como un tratado independiente y que, después, a petición del emperador, la amplió con los tres libros siguientes. Algunos editores modernos, sin mucho fundamento, han dividido el libro IV en dos mitades: libro IV dedicado a la poliorcética y libro V dedicado a la guerra en el mar.
Por ser una obra eminentemente práctica, breve y escrita en un latín sencillo, fue tenida como referencia entre los militares de la Edad Media y el Renacimiento y, por lo detallado de su relato, se consideró una importante fuente para los historiadores.  Copiado con profusión, el texto ha sobrevivido íntegro hasta nuestros días;  fue traducido a varios idiomas antes de la invención de la imprenta e impreso por vez primera en Utrecht en 1473. A partir del siglo XVI la reputación de Vegecio como fuente histórica comenzó a decaer por el descubrimiento de otros autores como Polibio, y por la objeción de que mezclaba confusamente las instituciones de diversos períodos del Imperio romano.
Vegecio cita entre sus fuentes a Catón, Cornelio Celso, Frontino, Paterno y las constituciones imperiales de Augusto, Trajano y Adriano.
Todo el libro se caracteriza por la nostalgia de Vegecio hacia los tiempos anteriores a él y el ensalzamiento de glorias pasadas, lamentando el abandono en el que se encuentra el ejército en su tiempo, y proponiendo el resurgir de este, poniendo especial énfasis en la necesidad de disciplina y entrenamiento.  Del libro I, capítulo I:

La victoria en la guerra no depende completamente del número o del simple valor; sólo la destreza y la disciplina la asegurarán. Hallaremos que los romanos debieron la conquista del mundo a ninguna otra causa que el continuo entrenamiento militar, la exacta observancia de la disciplina en sus campamentos y el perseverante cultivo de las otras artes de la guerra.

A Vegecio se debe la máxima si vis pacem, para bellum («si quieres la paz, prepárate para la guerra»), aunque el texto original dice exactamente: «igitur qui desiderat pacem, praeparet bellum» («así que quien desee la paz, que prepare la guerra» Libro 3, prefacio).